# Babrak Karmal
Babrak Karmal (rodným jménem Sultán Husajn, 6. ledna 1929 Kamari – 1. prosince 1996, Moskva) byl afghánský politik, který v letech 1979 až 1986 zastával funkci prezidenta. Po založení Lidově demokratické strany Afghánistánu se stal jedním z jejích předních členů. V roce 1967 se při rozkolu ve straně stal vůdcem frakce parchamistů.

## Mládí
Narodil se jako jako Sultán Husajn ve vesničce Kamari nedaleko Kábulu dne 6. ledna 1929 generálmajorovi afghánské armády a bývalému guvernérovi provincie Paktia, Muhammadu Husajnovi Hašemovi. Jeho rodina patřila k nejbohatším rodinám v Kábulu. Z otcovy strany byl tádžického původu a z matčiny strany původu paštúnského. Během studia navštěvoval školu, na které byla vyučovacím jazykem němčina. Střední školu dokončil v roce 1948 a podal si přihlášku na Právnickou fakultu a fakultu politických studií Kábulské univerzity. Jeho přihláška byla nejprve zamítnuta kvůli jeho studentské politické angažovanosti a také jeho levicovým názorům. Nakonec byl přijat a na univerzitě studoval od roku 1951 do roku 1953, kdy byl zatčen kvůli své činnosti ve studentských odborech. Propuštěn byl během amnestie Muhammada Dáúda Chána v roce 1956. Od roku 1957 pracoval jako překladatel z angličtiny a němčiny. Svá univerzitní studia Karmal dokončil v roce 1960 a od roku 1961 pracoval pro ministerstvo školství. V letech 1961 až 1963 pracoval pro ministerstvo plánování. Po smrti své matky se odstěhoval od rodiny a otec se jej pro jeho levicové názory zřekl.

## Politická kariéra

### Komunismus
Ve vězení se Karmal spřátelil se spoluvězněm Mirem Akbarem Khyberem, který ho zasvětil do myšlenek marxismu. Karmal si poté změnil své jméno na Babrak Karmal v paštúnštině znamenající soudruh dělníků, aby se tak zřekl svého buržoazního původu. Když byl propuštěn z vězení, pokračoval ve své činnosti ve studentských odborech a začal propagovat marxismus. Až do počátku 60. let 20. století strávil zapojením do marxistických organizací, které v té době byly v Afghánistánu nejméně čtyři, z nichž dvě založil sám Karmal. Když roku 1964 vešla v platnost nová ústava umožňující vznik politických stran, několik předních marxistů souhlasilo se založením komunistické strany. V lednu 1965 byla založena Lidově demokratická strana Afghánistánu. V nově založené straně se však rychle objevily neshody a došlo k rozkolu do dvou hlavních frakcí khalqistů, které vedl Núr Mohammad Tarakí a Hafizulláh Amín a parchamistů vedených Karmalem.
Během parlamentních voleb konaných v roce 1965 byl Karmal jedním z členů LDSA, kteří byli zvoleni do dolní komory parlamentu. Mezi zvolenými politiky nebyli žádní khalqisté. K vítězství parchamistů přispěla i Karmalova finanční podpora volební kampaně. V roce 1967 došlo k neoficiálnímu rozdělení LDSA na frakci khalqistů a frakci parchamistů. Karmal vyčítal opoziční frakci jejich politiku, která byla podle jeho názoru příliš komunistická a zastával názor, že vedení strany by mělo svůj marxistický postoj spíše skrývat, než propagovat. Podle oficiální verze událostí se většina ústředního výboru LDSA postavila proti Karmalově kritice. Karmal poté s polovinou ústředního výboru opustil stranu a založil novou LDSA vedenou parchamisty. Oficiálně byl rozkol ve straně způsobem ideologickými rozdíly. Tarakí chtěl budovat stranu podle leninského vzoru, zatímco Karmal chtěl vytvořit demokratickou frontu. Další rozpory byly v socioekonomické otázce. Většina khalqistů pocházela z venkovských oblastí, byli proto chudší a většinou paštúnského původu. Na druhou stranu parchamisté pocházeli většinou z měst, byli bohatší a častěji hovořili jazykem darí. Khalqisté opoziční frakci obvinili ze styků s monarchií a nazývali parchamistickou LDSA Královskou komunistickou stranou. Ve volbách do parlamentu v roce 1969 si Karmal udržel své poslanecké křeslo.

### Dáúdova éra
V roce 1973 s podporou parchamistické LDSA a vojenských důstojníků svrhl Muhammad Dáúd Chán monarchii a zavedl Afghánskou republiku. Podle informací americké ambasády, nová vláda zřídila po vzoru Sovětského svazu ústřední výbor, ve kterém získali vedoucí pozice Karmal a Mir Akbar Khyber. Většina ministerských křesel byla obsazena parchamisty. Nová vláda rychle potlačila opozici a zajistila si svou mocenskou základnu. Zpočátku Národní fronta mezi Dáúdem a parchamisty fungovala. Do roku 1975 však Dáúd upevnil svou pozici posílením výkonné, zákonodárné i soudní pravomoci úřadu prezidenta. K nelibosti parchamistů byly všechny politické strany vyjma vládnoucí Národní revoluční strany zakázány.
Krátce po zákazu politických stran zahájil Dáúd masivní očištění vlády od parchamistů a Karmal se dostal pod vládní dohled. Po náhlé změně směru Dáúdovy politiky obnovil Sovětský svaz Lidově demokratickou stranu Afghánistánu, jejímž generálním tajemníkem se stal Tarakí a jeho zástupcem Karmal. I přesto, že byla revoluce původně plánována na srpen, Khyberova smrt spustila řetězec událostí, který skončil státním převratem známým jako Saurová revoluce, během které se k moci dostali komunisté.

### Vláda Tarakího a Amína
Tarakí byl po převratu jmenován předsedou prezidia Revoluční rady a předsedou Rady ministrů a udržel si i svou pozici generálního tajemníka LDSA. Tarakí nejdříve sestavil vládu z obou znepřátelených frakcí, kdy se Karmal stal místopředsedou Rady ministrů a Amín ministrem zahraničních věcí a místopředsedou Rady ministrů. Jmenování Amína, Karmala a Watanjara vedlo k neshodám v Radě ministrů. K prvnímu konfliktu mezi znesvářenými stranami došlo, když khalqisté chtěli, aby se členy ústředního výboru LDSA stali vojenští důstojníci, kteří se zapojili do Saurové revoluce. Karmal s tímto krokem nesouhlasil, ale byl přehlasován.
Dne 27. června Amín během schůze ústředního výboru vymanévroval parchamisty a khalqistům přiřkl výhradní právo na rozhodování o politickém směřování strany. Čistka proti parchamistům zahájená Amínem byla 1. července podpořena i Tarakím. Karmal se v obavě o svou bezpečnost ukryl u jednoho ze svých sovětských přátel a pokusil se spojit se sovětským velvyslancem v Afghánistánu Aleksandrem Puzanovem. Puzanov jej však odmítl a sdělil místo Karmalova pobytu Amínovi. Sověti však následně Karmala poslali do Československa, čímž mu pravděpodobně zachránili život. V exilu Karmal vytvořil kontaktní síť s dalšími parchamisty zůstávajícími ve vládě a podílel se na plánovaném svrhnutí Amína, které bylo plánováno na 4. září 1979. Spiknutí však selhalo poté, co afghánský velvyslanec v Indii vyzradil informace o plánovaném puči. Následovala další čistka ve vládě. Sověti se však přiklonili na Karmalovu stranu a rozhodli o Amínově odstranění, aby tak umožnili budoucí spojení Karmala s Tarakím. Amín však nechal Tarakího zatknout a zavraždit. Později byl sám Sověty zabit.
Po Amínově smrti se s podporou Sovětů k moci dostal Karmal. Dne 27. prosince 1979 byla Rádiem Kábul odvysílána předem nahraná Karmalova řeč. V okamžiku, kdy byla řeč vysílána se Karmal nenacházel v Kábulu, ale byl v Bagrámu pod ochranou agentů KGB. Do Kábulu se Karmal vrátil následující den, tedy 28. prosince. Po několik dalších dní žil ve vile na okraji Kábulu i nadále chráněn KGB. Dne 1. ledna 1980 mu pogratuloval Leonid Brežněv a Alexej Kosygin k jeho zvolení za nového afghánského vůdce.

## Období ve funkci prezidenta

### Domácí politika
Při nástupu k moci Karmal slíbil konec poprav, zřízení demokratických institucí, svobodné volby, vytvoření nové ústavy a legalizaci dalších politických stran. Dne 6. ledna 1980 byla vyhlášena všeobecná amnestie. Slíbil také vytvoření koaliční vlády, která neměla prosazovat politiku socialismu. Zároveň afghánský lid informoval o probíhajícím vyjednávání se Sovětským svazem o poskytnutí ekonomické, vojenské a politické pomoci. Většina afghánského lidu mu však nedůvěřovala, mnozí si stále pamatovali jeho sliby o ochraně soukromého kapitálu z roku 1978, které nedodržel.
Jedním z jeho nejdůležitějších slibů bylo vytvoření nové ústavy, která měla zajišťovat demokratická práva, jako jsou svoboda projevu, právo na mírové sdružování, právo demonstrovat či právo na spravedlivý proces. Ústava měla zaručovat existenci demokratického státu vedeného Lidově demokratickou stranou Afghánistánu, která měla být i nadále jedinou povolenou stranou. Základní principy také vedly ke zřízení dvou nových státních orgánů, a to Zvláštního revolučního soudu, který se specializoval na zločiny proti národní bezpečnosti a územní celistvosti, a Institutu pro právní a vědecký výzkum a legislativní záležitosti, který měl být nejvyšším zákonodárným orgánem státu. Zavedení dalších institucí podle sovětského vzoru vedlo ke vzrůstající nedůvěře Afghánců ke komunistické vládě. Ústava Základní principy vstoupila v platnost 22. dubna 1980.
S Karmalovým nástupem k moci se parchamisté začali vypořádávat se starými křivdami. Byly zřizovány Revoluční trojky, které zatýkaly, soudily a popravovaly lidi. Prvními jejich oběťmi byli příslušníci Amínovy stráže. Následovali vojenští velitelé, kteří zůstali věrní Amínovi. Ti byli pozatýkáni a posláni do vězení. Sověti proti těmto praktikám protestovali, ale Karmal odpověděl, že dokud mu Sověti neumožní se vypořádat s khalqisty, nebude ve vládní straně dosaženo jednoty a nebude možné ani vytvoření silné vlády. Mezi uvězněnými byla i Amínova dcera se svým dítětem, která ve vězení strávila dvanáct let až do doby, než byla propuštěna Mohammadem Nadžíbulláhem. S Karmalovým nástupem k moci byly také vedoucí posty ve straně i vládě svěřeny do rukou parchamistů. Khalqisté byli zbaveni faktické moci a do vyšších pozic byli jmenováni pouze technokraté, oportunisté a jedinci, kteří se těšili přízni Sovětského svazu. Khalqistům zůstala pouze kontrola nad ministerstvem vnitra, ale Státní zpravodajskou agenturu KHAD a tajnou policii ovládali parchamisté. Obě frakce pak kontrolovaly přibližně stejnou část armády. Dva ze tří místopředsedů Rady ministrů patřili ke khalqistům, kteří kontrolovali také ministerstvo komunikací, na druhou stranu parchamisté měli pod kontrolou ministerstvo zahraničních věcí a ministerstvo obrany. Parchamisté také drželi jasnou většinu v ústředním výboru LDSA.
Ve dnech 14. až 15. března 1982 byl pořádán stranický sjezd, který však skončil předčasně kvůli vnitrostranickému boji mezi khalqisty a parchamisty. Byl přijat akční program a byl mírně pozměněn stranický řád. Nízký počet straníků byl oficiálními médii vysvětlováním obtížností, s jakou je možné stát se členem strany. Při svém nástupu k moci začal Karmal rozšiřovat podpůrnou stranickou základnu a pokusil se také přesvědčit některé ze skupin, které byly během Tarakího a Amínovy vlády označovány za nepřátele revoluce k podpoře LDSA. V období od března do května 1980 bylo 78 ze 191 nově jmenovaných lidí do vládních postů nestraníky. Obnovil také starou afghánskou tradici islámské invokace pokaždé, když vláda vydala prohlášení. Během své první řeči k afghánskému lidu Karmal volal po vytvoření Národní vlastenecké fronty, jejíž zakládací sjezd se konal v červnu 1981. Karmalova politika však nevedla k významnějšímu růstu podpory jeho režimu a nepomohla mu ani, aby většina Afghánců neviděla sovětskou intervenci v Afghánistánu jako nepřátelskou invazi.
V roce 1981 vláda ustoupila od snahy vyřešit konflikt politicky a na červnovém plénu ústředního výboru LDSA Karmal rezignoval z funkce předsedy Rady ministrů a byl nahrazen Sultánem Alím Keštmándem. Když selhalo politické řešení rozhodla se afghánská vláda a sovětská armáda vyřešit konflikt vojensky. Změna v řešení problému nebyla náhlá, ale postupná. Již v lednu 1981 Karmal zvýšil platy vojákům, několik z nich povýšil a jednoho generála a třináct plukovníků vyznamenal. Byl snížen věk pro odvody, prodloužena povinná délka vojenské služby a byl zvýšen i věk záložníků. Tato opatření byla nutná kvůli zhroucení armády, ke kterému došlo po sovětské intervenci. Před ní čítala armáda přibližně 100 000 vojáků, po ní pouze 25 000. Masově se rozšířily dezerce a nábory často vedly k útěku branců k opozičním silám.

### Zahraniční politika
Na počátku roku 1983 Karmal poznamenal, že bez sovětské intervence by byl osud afghánské revoluce nejistý. Sovětský svaz odmítl několik západních mírových plánů, jako byl například Carringtonův plán, protože nezohledňovaly vládu LDSA a většinou byly připravovány ve spolupráci s afghánskými opozičními silami. Postoj pákistánské vlády byl jasný a požadoval úplné stažení sovětských vojsk z afghánského území. Po celou dobu Karmalovy vlády zůstaly afghánsko-pákistánské vztahy nepřátelské a sovětská intervence v Afghánistánu je ještě vyostřila. V Pákistánu v té době také rostl počet afghánských uprchlíků.
V roce 1985 pohrozil Sovětský svaz svou podporou Balúčského separatistického hnutí v Pákistánu pokud bude Pákistán nadále podporovat mudžáhidy v Afghánistánu. Karmal, který nechtěl stažení sovětských vojsk, se stal pro Sověty problémem, který brzdil pokusy o zlepšení vztahů s Pákistánem, jež i nadále odmítal uznat vládu LDSA.

### Ztráta moci
Karmalova pozice se stávala čím dál víc nejistou poté, co jej Sověti obvinili z neúspěchů v Afghánistánu. Michail Gorbačov byl situací v Afghánistánu znepokojen a podporoval změnu v sovětském přístupu ke konfliktu v této zemi. Není úplně jasné, kdy Sověti začali se snahou o Karmalovo odvolání, ale v roce 1982 diskutoval Andrej Gromyko možnost Karmalovy rezignace s generálním tajemníkem OSN Javierem Pérezem de Cuéllarem. Gorbačovým plánem bylo nahradit v čele státu Karmala Nadžíbulláhem. V listopadu 1985 byl Nadžíbulláh zvolen do sekretariátu LDSA. Během Karmalovy státní návštěvy v Sovětském svazu v březnu 1986 se jej Sověti snažili přesvědčit o rezignaci. Před svým odjezdem zpět do vlasti Karmal přislíbil, že odstoupí z funkce generálního tajemníka LDSA. Sověti mu však nevěřili a do Afghánistánu poslali vysoce postaveného agenta KGB Vladimira Krjučkova. Při jejich setkání v Kábulu Karmal projevil svou nehynoucí lásku k Sovětskému svazu, kterou přirovnal k horlivosti k muslimské víře. Krjučkov dospěl k názoru, že Karmala k rezignaci nepřesvědčí a setkání opustil. Po jeho odchodu oznámil ministr obrany a ministr státní bezpečnosti Karmalovi, že musí rezignovat z jedné ze svých funkcí. Ten tak pochopil, že definitivně ztratil sovětskou podporu, a tak nakonec odstoupil z funkce generálního tajemníka LDSA. V jeho funkci jej nahradil Nadžíbulláh.
I nadále měl Karmal ve straně své příznivce a svou základnu stoupenců se pokusil použít k potlačení Nadžíbulláhových sil. Začal s šířením zvěstí, že má být opětovně jmenován generálním tajemníkem. Nadžíbulláh těžil především z podpory KHAD. Ovšem přestože byl Karmal více než šest let podporován Sovětským svazem, jeho podporu ztratil. Sověti chtěli, aby Nadžíbulláh začal s podkopáváním Karmalovy moci. Na schůzi sovětského politbyra bylo 13. listopadu 1986 rozhodnuto, že by měl Nadžíbulláh Karmala odvolat. Tento návrh podpořili Andrej Gromyko, Julij Voroncov, Eduard Ševardnadze, Anatolij Dobrynin a Viktor Čebrikov. Setkání LDSA v listopadu 1986 odvolalo Karmala z postu předsedy Revoluční rady a Karmal byl následně vyhoštěn do Moskvy.

## Konec života
Během rozhovoru se sovětským reportérem Karmal mnoho let po odvolání z funkce předsedy Revoluční rady odsoudil Saurovou revoluci z roku 1978, které se sám zúčastnil. V rozhovoru uvedl, že revoluce byla největším zločinem proti obyvatelům Afghánistánu.
Z blíže neznámých důvodů byl Karmal Nadžíbulláhem pozván zpět do Kábulu, a toto pozvání vyslyšel. Karmal se do Kábulu vrátil 20. června 1991. Po svržení Nadžíbulláhovy vlády v roce 1992 se nejmocnějším politikem v Kábulu stal právě Karmal. Nicméně jeho jednání s povstalci ztroskotalo a ti pod vedením Gulbuddína Hekmatjára dobyli Kábul. Po pádu Nadžíbulláhovy vlády měl Karmal základnu v Hairatanu. Tam většinu svého času věnoval snahám o založení nové politické strany a podpoře sekulárního Národního islámského hnutí. Jeho zájem o politiku však ustával. V červnu 1992 se objevily zprávy o jeho smrti během leteckého neštěstí, které se však nezakládaly na pravdě.
Karmal zemřel v moskevské nemocnici na počátku prosince 1996 na rakovinu jater. Některé zdroje uvádí jako datum jeho úmrtí 1. prosinec, jiné zdroje uvádí datum 3. prosince.